# ヘヴンズ・ゲイト
ヘヴンズ・ゲイト (HEAVENS GATE) は、ドイツ出身のメロディックスピードメタルバンド。ハロウィンやジューダス・プリーストからの影響を感じさせるジャーマンメタルをプレイしていた。

## メンバー
- トーマス“フリーデル”リトケ Thomas Rettke - リードボーカル
- サシャ・ピート Sascha Paeth - リードギター
- ボニー・ビルツキー Bonny Bilski - リードギター
- ロバート・ヒューネケ Robert Hunecke-Rizzo - ベース
- トーステン・ミューラー Thorsten Müller - ドラムス

### 元メンバー
- インゴ・ミュレック
- マンニ・ヨーダン

## 作品

### アルバム
- 1989年 IN CONTROL
- 1991年 LIVIN' IN HYSTERIA
- 1992年 MORE HYSTERIA
- 1992年 HELL FOR SALE!
- 1993年 LIVE FOR SALE!
- 1996年 PLANET E.
- 1999年 MENERGY